# Campeonato da Europa de Atletismo de 2010 - Arremesso de peso feminino
A prova do arremesso de peso feminino do Campeonato da Europa de Atletismo de 2010 foi disputada no dia 27 de julho de 2010 no Lluís Companys em Barcelona,  na Espanha. 

## Recordes
Antes desta competição, os recordes mundiais e do campeonato nesta prova eram os seguintes:
|                       | Nome               | Nacionalidade   | Distância | Local     | Data                 |
| --------------------- | ------------------ | --------------- | --------- | --------- | -------------------- |
| Recorde mundial       | Natalya Lisovskaya | União Soviética | 22m 63cm  | Moscou    | 7 de junho de 1987   |
| Recorde do campeonato | Vita Pavlysh       | Ucrânia         | 21m 69cm  | Budapeste | 20 de agosto de 1998 |
| Recorde europeu       | Natalya Lisovskaya | União Soviética | 22m 63cm  | Moscou    | 7 de junho de 1987   |

## Medalhistas
| Ouro                | Prata                               | Bronze             |
| Anna Avdeyeva (RUS) | Yanina Pravalinskay-Karolchyk (BLR) | Olga Ivanova (RUS) |

## Cronograma
Todos os horários são locais (UTC+2).
| Data        | Hora  | Evento       |
| ----------- | ----- | ------------ |
| 27 de julho | 10:30 | Qualificação |
| 27 de julho | 19:35 | Final        |

## Resultados

### Qualificação
Qualificação: Desempenho de 17.50 m (Q) ou os 12 melhores qualificados (q).
| Posição | Grupo | Atleta                        | Nacionalidade | #1    | #2    | #3    | Resultados | Notas      |
| ------- | ----- | ----------------------------- | ------------- | ----- | ----- | ----- | ---------- | ---------- |
| 1       | B     | Nadine Kleinert               | Alemanha      | 18.98 |       |       | 18.98      | Q          |
| 2       | B     | Nadzeya Ostapchuk             | Bielorrússia  | 18.44 |       |       | 18.44      | Q          |
| 3       | A     | Chiara Rosa                   | Itália        | 16.35 | 18.26 |       | 18.26      | Q          |
| 4       | B     | Olga Ivanova                  | Rússia        | 17.93 |       |       | 17.93      | Q          |
| 5       | B     | Melissa Boekelman             | Países Baixos | 17.13 | x     | 17.89 | 17.89      | Q          |
| 6       | A     | Anita Márton                  | Hungria       | 17.84 |       |       | 17.84      | Q          |
| 7       | B     | Mariam Kevkhishvili           | Geórgia       | 16.62 | 17.36 | 17.78 | 17.78      | Q          |
| 8       | A     | Denise Hinrichs               | Alemanha      | 17.72 |       |       | 17.72      | Q          |
| 9       | A     | Yanina Pravalinskay-Karolchyk | Bielorrússia  | 17.68 |       |       | 17.68      | Q          |
| 10      | A     | Anna Avdeyeva                 | Rússia        | 17.66 |       |       | 17.66      | Q          |
| 11      | A     | Austra Skujytė                | Lituânia      | 17.30 | 17.62 |       | 17.62      | Q,         |
| 12      | B     | Helena Engman                 | Suécia        | 17.32 | 17.55 |       | 17.55      | Q          |
| 13      | B     | Úrsula Ruiz                   | Espanha       | 15.86 | 16.79 | 16.04 | 16.79      |            |
| 14      | A     | Maria Antónia Borges          | Portugal      | 15.42 | x     | 16.08 | 16.08      |            |
| 15      | A     | Irache Quintanal              | Espanha       | x     | 16.01 | x     | 16.01      |            |
| 16      | A     | Radoslava Mavrodieva          | Bulgária      | x     | 15.58 | x     | 15.58      |            |
| 17      | B     | Jana Kárníková                | Chéquia       | x     | 15.54 | 15.56 | 15.56      |            |
| —       | B     | Petra Lammert                 | Alemanha      | 18.48 |       |       | 18.48      | DSQ Doping |
| —       | A     | Natallia Mikhnevich           | Bielorrússia  | 18.46 |       |       | 18.46      | DSQ Doping |

### Final
| Posição           | Atleta                        | Nacionalidade | #1    | #2    | #3    | #4    | #5    | #6    | Resultados | Notas                |
| ----------------- | ----------------------------- | ------------- | ----- | ----- | ----- | ----- | ----- | ----- | ---------- | -------------------- |
| Medalha de ouro   | Anna Avdeyeva                 | Rússia        | 18.25 | x     | 19.25 | 18.53 | 18.57 | 19.39 | 19.39      | Recorde da temporada |
| Medalha de prata  | Yanina Pravalinskay-Karolchyk | Bielorrússia  | x     | 18.69 | 19.29 | x     | 19.19 | 19.29 | 19.29      |                      |
| Medalha de bronze | Olga Ivanova                  | Rússia        | 18.04 | 18.97 | 18.46 | 18.74 | x     | 19.02 | 19.02      |                      |
| 4                 | Petra Lammert                 | Alemanha      | 18.84 | x     | 18.73 | 18.68 | 18.94 | 18.92 | 18.94      |                      |
| 5                 | Nadine Kleinert               | Alemanha      | 18.94 | 18.61 | 18.59 | 18.71 | x     | x     | 18.94      |                      |
| 6                 | Denise Hinrichs               | Alemanha      | 18.13 | x     | 18.42 | 18.48 | 18.19 | x     | 18.48      |                      |
| 7                 | Helena Engman                 | Suécia        | 17.60 | 17.07 | 18.11 |       |       |       | 18.11      |                      |
| 8                 | Mariam Kevkhishvili           | Geórgia       | 17.71 | x     | 17.87 |       |       |       | 17.87      |                      |
| 9                 | Anita Márton                  | Hungria       | 17.28 | 17.53 | 17.78 |       |       |       | 17.78      |                      |
| 10                | Austra Skujytė                | Lituânia      | 17.72 | 16.96 | 17.54 |       |       |       | 17.72      | Recorde da temporada |
| 11                | Chiara Rosa                   | Itália        | 17.29 | 17.49 | x     |       |       |       | 17.49      |                      |
| 12                | Melissa Boekelman             | Países Baixos | 17.11 | x     | 17.32 |       |       |       | 17.32      |                      |
| —                 | Nadzeya Ostapchuk             | Bielorrússia  | 19.67 | x     | x     | 20.43 | x     | 20.48 | 20.48      | Doping               |
| —                 | Natallia Mikhnevich           | Bielorrússia  | 17.71 | 19.52 | 19.27 | x     | 19.09 | 19.53 | 19.53      | Doping               |

Legenda
| Recorde mundial       | Recorde mundial (World record)               |                       | Recorde africano                      | Recorde africano (African) |                                           | Q | Classificado por posição (Qualified) |
| Recorde do campeonato | Recorde do campeonato (Championship record)  | Recorde da América    | Recorde da América (Americas)         | q                          | Classificado por melhor tempo (Qualified) |   |                                      |
| Melhor marca do ano   | Melhor marca do ano (World leading)          | Recorde asiático      | Recorde asiático (Asian)              | DNS                        | Não largou (Did not start)                |   |                                      |
| Recorde nacional      | Recorde nacional (National record)           | Recorde europeu       | Recorde europeu (European)            | DNF                        | Não terminou (Did not finish)             |   |                                      |
| Recorde pessoal       | Recorde pessoal do atleta (Personal best)    | Recorde da Oceania    | Recorde da Oceania (Oceania)          | DSQ / DQ                   | Desclassificado (Disqualified)            |   |                                      |
| Recorde da temporada  | Recorde da temporada do atleta (Season best) | Recorde sul-americano | Recorde sul-americano (South America) | NM                         | Sem marca (No mark)                       |   |                                      |